# Haplostylus similis
Haplostylus similis är en kräftdjursart som beskrevs av Panampunnayil 1997. Haplostylus similis ingår i släktet Haplostylus och familjen Mysidae. Inga underarter finns listade i Catalogue of Life.